# کیئی، پورتوریکو
کیئی (به انگلیسی: Cayey) یک منطقهٔ مسکونی در ایالات متحده آمریکا است که در پورتوریکو واقع شده‌است.
 کیئی ۱۳۰٫۰۱ کیلومتر مربع مساحت و ۴۸٬۱۱۹ نفر جمعیت دارد.

## خواهرخوانده
شهر میدل‌تاون، کنتیکت خواهرخواندهٔ کیئی، پورتوریکو هست.